# Ayla Gabriela
Ayla Gabriela es una actriz, bailarina, performer y cineasta transgénero brasileña. Fue elegida para protagonizar Geni e o Zepelim, un largometraje de Anna Muylaert que se está produciendo actualmente en Cruzeiro do Sul, Acre, en reemplazo de Thainá Duarte.

## Carrera
Ayla Gabriela comenzó su carrera profesional en el teatro de expresión corporal con la directora Dani Visco. Posteriormente, trabajó con la coreógrafa Lia Rodrigues.
En 2020, dirigió el cortometraje A corpa fala, en el que también actuó, y sobre el cual declaró:

(...) mi cuerpa habla porque es una cuerpa política, que es negra, que resiste, que está viva, que sangra y que tiene belleza.

En 2023, protagonizó Pássaro Memória, de Leonardo Martinelli, nominado a la sección competitiva del Festival Internacional de Cine de Locarno y también al Festival de Cine de Gramado. Ese mismo año, participó en la serie de Netflix Santo, interpretando al personaje de Gisele. En 2024, interpretó a Dora en la película Girassóis.
En teatro, formó parte del elenco de la obra Mão de vaca, dirigida en 2024 por Daniel Passi.

## Filmografía
| Año  | Título          | Personaje |
| ---- | --------------- | --------- |
| 2025 | Defesa Pura     |           |
| 2024 | Girassóis       | Dora      |
| 2023 | Pássaro Memória | Lua       |
| 2023 | Santo           | Gisele    |
| 2020 | A corpa fala    |           |

### Premios
| Año  | Premiación                  | Categoría    | Nominación      | Resultado |
| ---- | --------------------------- | ------------ | --------------- | --------- |
| 2024 | Festival de Cinema de Xerém | Mejor Actriz | Pássaro Memória | Ganadora  |
| 2024 | Festival de Barra Mansa     | Mejor Actriz | Pássaro Memória | Ganadora  |